# 앵커원
앵커원(영어: anchor1)은 대한민국 서울특별시 영등포구 여의도동에 위치한 마천루이다. 2023년에 완공된 150m 이상의 사무실 건물이다. 주변에는 브라이튼 여의도(49층, 168m), 브라이튼 여의도 오피스텔(49층, 168m) 등이 있다.

## 역사
문화방송은 2017년 7월 24일 여의도 구 사옥에 NH투자증권 컨소시엄과 건설사 신영, GS건설이 참여하여 오피스텔 등 연면적 22만 제곱미터 규모의 복합 시설 4개 동을 2022년 하반기까지 완공하기로 합의하였다. 2023년 9월에 완공되었다.

## 특징
브라이튼 여의도는 여의도 MBC 그 자리에 새로운 상징을 올린다. 파노라믹 뷰는 도심에서 처음 경험하는 탁 트인 파노라마 조망이다. 아이코닉 로케이션은 국제금융도시 여의도 중심을 더 눈부시게 더 특별하게다. 클래스와이 라이프 스타일은 일상의 격을 한차원 더 높여주는 라이프 세상이다. 내러티브 오브 라이프는 여의도가 기다리던 가치를 담은 빛나는 삶의 이야기다. 글로우 스페이스는 생활도 전망도 와이도 하게 담아내는 특화 공간 디자인이다. 익스테리어 오브제는 여의도 스카이라인을 바꾸는 시그니처 그 이사이다. 라이프 인 여의도는 여의도의 특별한 내일이 펼쳐진다. 창의적인 오피스워커들을 위한 크리에이티브 스페이스를 담은 업무공간이다.

## 내부 시설
앵커원의 내부 시설이다.
| 층수                | 시설                                    |
| ------------------- | --------------------------------------- |
| 3층 ~ 32층          | 업무시설                                |
| 2층                 | 브라이튼 라운지, 브라이튼 스퀘어 라운지 |
| 1층                 | 로비                                    |
| 지하 1층            | 브라이튼 스퀘어 연결통로                |
| 지하 6층 ~ 지하 2층 | 지하주차장                              |

## 갤러리

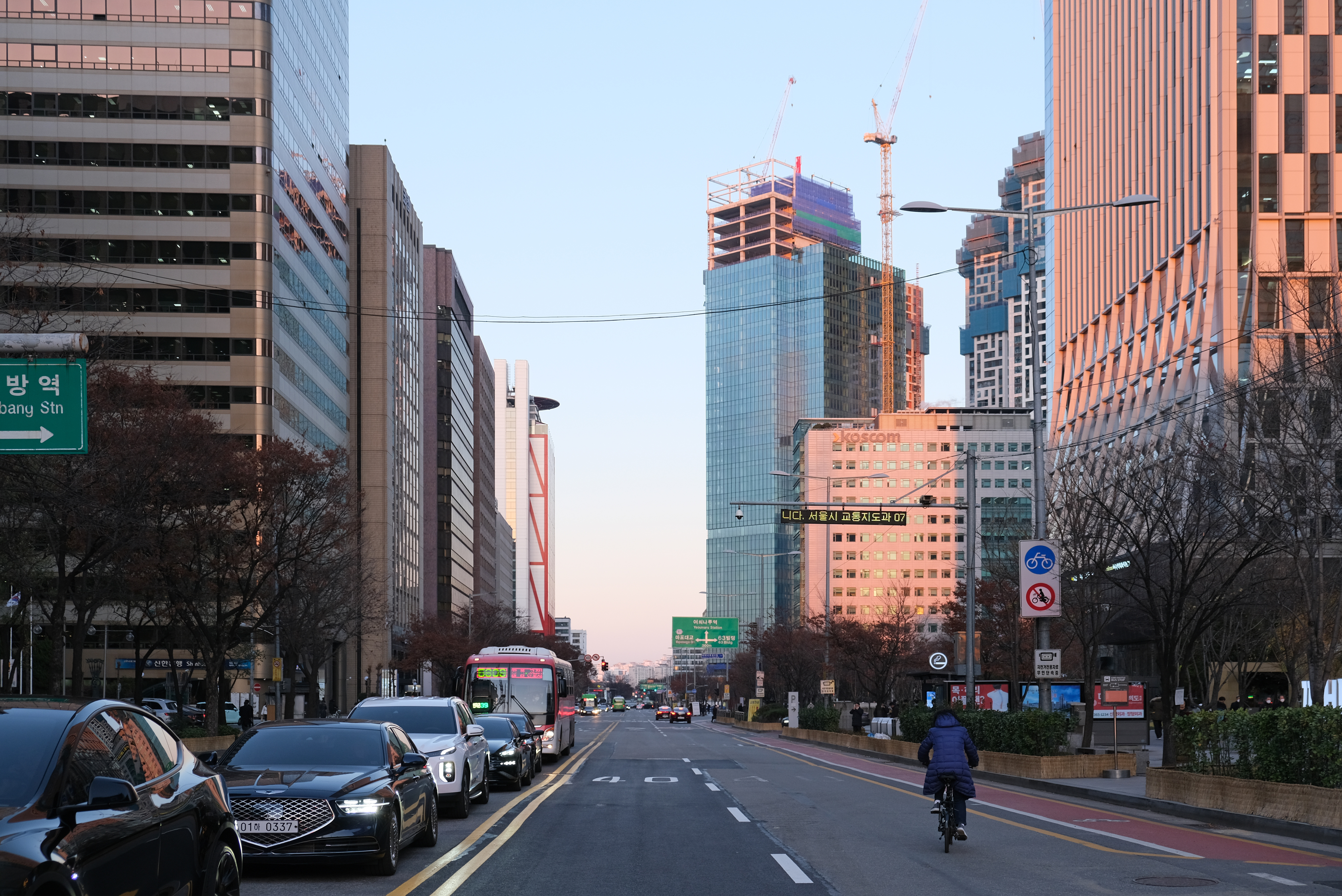
2022년 11월 1일

## 같이 보기
- 서울특별시의 마천루 목록